# Pere Trijueque i Fonalleras
Pere Trijueque i Fonalleras (Palamós, 31 de març de 1943 - 11 de febrer de 2022) fou un investigador especialitzat en la història de Palamós.

## Biografia
Enginyer tècnic químic de formació, va dedicar una part important de la seva vida a la recerca de la història local, camp on ha fet un treball exhaustiu que li ha valgut el reconeixement de la seva vila natal. El 29 de juny del 2006, se li va atorgar el títol de Fill predilecte de la vila de Palamós.
L'any 1997, arran d'un greu accident a la via pública, Trijueque es veu forçat a deixar el seu lloc de treball. Aleshores, se centra en la seva gran afició: la recerca històrica de la vila de Palamós. Tot i haver de conviure de manera crònica amb les seqüeles de l'accident, Trijueque aconsegueix reunir amb esforç, perseverança i amb molta dedicació, una obra bibliogràfica important. Entre els anys 1999 i 2003, edita la col·lecció Guspires composta de 14 monografies sobre Palamós i Vall-llobrega. A més, de la publicació, entre 1991 i 2010, d'una desena de llibres d'investigació local. Entre els anys 2009-2012, edita i dirigeix el díptic setmanal "El Blet i el Blat", compendi de cròniques locals recollit en tres volums (consultables a SAMP). Ha escrit articles a les revistes Proa, a l'Institut d'Estudis del Baix Empordà, a Quaderns Blaus de la Càtedra d'Estudis Marítims, a més de nombroses aportacions i col·laboracions en articles, revistes i publicacions.
També ha fet grans aportacions en el camp de l'arxivística. Va ser el braç dret del Dr. Josep M. Marquès, director de l'Arxiu Diocesà de Girona, en la indexació i digitalització de bona part de l'Arxiu, única en l'Estat espanyol, tal com destaca Joan Bada i Elias en el seu llibre Biobibliografia de Josep M. Marquès, (1939-2007): "la gran tasca ha estat la informatització de més de 270.000 documents que li ha permès figurar en l'apartat d'arxivística del llibre Guiness dels rècords".